# Medfödd aurikulär fistel
Medfödd aurikulär fistel, (latin: congenital preauricular fistula) eller preaurikulär cysta är en vanlig medfödd missbildning som kännetecknas av en knöl, buckla eller grop belägen i anslutning till ytterörat.

## Symptom
Medfödd öronfistel är en genetiskt betingad åkomma som oftast uppträder ensidigt. Förekomst på båda öronen kan inträffa i 25–50 procent av fallen.

## Förekomst
Frekvensen av medfödd öronfistel varierar beroende på befolkningen och har observerats hos 0,1–0,9 % i USA, 0,9 % i Storbritannien, och 4–10 % i Asien och delar av Afrika. Den relativa frekvensen är känd för att vara högre hos afrikaner och asiater än hos kaukasier.

## Orsaker
Medfödd öronfistel är följden av utvecklingsdefekter hos de första och andra valvbågarna i svalget. Detta och andra medfödda öronmissbildningar förknippas ibland med njuranomalier. De kan även förekomma i Beckwith-Wiedemanns syndrom, och i sällsynta fall kan de vara förknippade med branchio-oto-renalt syndrom.

## Komplikationer
Ibland kan en medfödd öronfistel bli infekterad. De är i de flesta fall dock asymtomatiska, och förblir obehandlade om de inte infekteras alltför ofta.

## Behandling
Behandling kan ske på följande sätt: 
- Antibiotika kan sättas in när en infektion inträffar (t.ex. Co - amoxiclav 7 dagarskur). Lämplig antistafylokocksalva kan användas vid behov.
- Kirurgiska ingrepp kan användas vid återkommande fistelinfektioner, företrädesvis efter signifikant läkning av infektionen. I händelse av en kvarstående infektion, görs en dränering under operationen. Behandlingen utförs, på grund av fistelns närhet till ansiktsnerven, av en specialutbildad, erfaren kirurg (t.ex. en plastikkirurg, en otolaryngologist (öron-, näsa-, halskirurg) eller en huvud- och halsspecialist).[9]
- Fisteln kan även skäras ut som en kosmetisk operation, även om ingen infektion visats. Detta förfarande anses vara en enkel operation utan eventuella tillhörande komplikationer.